# Equipo Kern Pharma
Equipo Kern Pharma (UCI kód: EKP) je španělský profesionální silniční cyklistický tým na úrovni UCI ProTeam založený v roce 2020. Tým je provozován společností Asociación Deportiva Galibier a má doplňkový tým Lizarte, který existuje od roku 1993.
V sezóně 2021 tým získal UCI ProTeam licenci. Za tým do roku 2023 závodil i český jezdec Vojtěch Řepa.

## Soupiska týmu
K 1. lednu 2024
- Jon Agirre (ESP) (* 10. září 1997)
- Hugo Aznar (ESP) (* 1. prosince 2003)
- Unai Aznar (ESP) (* 26. července 2002)
- Urko Berrade (ESP) (* 28. listopadu 1997)
- Marc Brustenga (ESP) (* 4. září 1999)
- Pablo Castrillo (ESP) (* 2. ledna 2001)
- Iván Cobo (ESP) (* 2. ledna 2000)
- Iñigo Elosegui (ESP) (* 6. března 1998)
- Miguel Ángel Fernández (ESP) (* 21. března 1997)
- Francisco Galván (ESP) (* 1. prosince 1997)
- Carlos García Pierna (ESP) (* 23. července 1999)
- Jorge Gutiérrez (ESP) (* 23. září 2002)
- Unai Iribar (ESP) (* 12. června 1999)
- Álex Jaime (ESP) (* 29. září 1998)
- Jordí López (ESP) (* 14. srpna 1998)
- Martí Márquez (ESP) (* 9. února 1996)
- Pau Miquel (ESP) (* 20. srpna 2000)
- José Félix Parra (ESP) (* 16. ledna 1997)
- Mikel Retegi (ESP) (* 27. dubna 2001)
- Ibon Ruiz (ESP) (* 30. ledna 1999)
- Eugenio Sánchez (ESP) (* 10. března 1999)
- Antonio Jesús Soto (ESP) (* 24. prosince 1994)
- Diego Uriarte (ESP) (* 26. října 2001)
- Danny van der Tuuk (POL) (* 5. listopadu 1999)